# Kīākhā Maḩalleh
Kīākhā Maḩalleh (persiska: كيخا مَحَلِّه, Kīkhā Maḩalleh, كياخا محله) är en ort i Iran.   Den ligger i provinsen Mazandaran, i den norra delen av landet, 150 km nordost om huvudstaden Teheran. Antalet invånare är 941.
Terrängen runt Kīākhā Maḩalleh är mycket platt. Runt Kīākhā Maḩalleh är det tätbefolkat, med 286 invånare per kvadratkilometer. Närmaste större samhälle är Babol, 12,0 km sydost om Kīākhā Maḩalleh. Trakten runt Kīākhā Maḩalleh består till största delen av jordbruksmark.